# Campeonato Mundial Júnior de Patinação Artística no Gelo de 2002
O Campeonato Mundial Júnior de Patinação Artística no Gelo de 2002 foi a vigésima sétima edição do Campeonato Mundial Júnior de Patinação Artística no Gelo, um evento anual de patinação artística no gelo organizado pela União Internacional de Patinação (em inglês:  International Skating Union) onde os patinadores artísticos competem pelo título de campeão mundial júnior. A competição foi disputada entre os dias 3 de março e 10 de março, na cidade de Hamar, Noruega.

## Eventos
- Individual masculino
- Individual feminino
- Duplas
- Dança no gelo

## Medalhistas
| Evento                        | Ouro                                             | Prata                                       | Bronze                                          |
| Individual masculino detalhes | Daisuke Takahashi · Japão                        | Kevin van der Perren · Bélgica              | Stanislav Timchenko · Rússia                    |
| Individual feminino detalhes  | Ann Patrice McDonough · Estados Unidos           | Yukari Nakano · Japão                       | Miki Ando · Japão                               |
| Duplas detalhes               | Elena Riabchuk · Stanislav Zakharov · Rússia     | Julia Karbovskaya · Sergei Slavnov · Rússia | Ding Yang · Ren Zhongfei · China                |
| Dança no gelo detalhes        | Tanith Belbin · Benjamin Agosto · Estados Unidos | Elena Khaliavina · Maxim Shabalin · Rússia  | Elena Romanovskaya · Alexander Grachev · Rússia |

## Resultados

### Individual masculino
| Pos.                                                  | Nome                 | Nacionalidade    | Pontos | QA | QB | PC | PL |
| ----------------------------------------------------- | -------------------- | ---------------- | ------ | -- | -- | -- | -- |
| Medalha de ouro                                       | Daisuke Takahashi    | Japão            | 3.0    |    | 1  | 1  | 2  |
| Medalha de prata                                      | Kevin van der Perren | Bélgica          | 3.6    |    | 2  | 3  | 1  |
| Medalha de bronze                                     | Stanislav Timchenko  | Rússia           | 6.2    |    | 5  | 2  | 3  |
| 4                                                     | Ma Xiaodong          | China            | 7.8    | 1  |    | 4  | 5  |
| 5                                                     | Damien Djordievic    | França           | 8.2    |    | 3  | 5  | 4  |
| 6                                                     | Gregor Urbas         | Eslovênia        | 13.4   | 4  |    | 8  | 7  |
| 7                                                     | Nicholas Young       | Canadá           | 13.8   |    | 6  | 9  | 6  |
| 8                                                     | Yannick Ponsero      | França           | 15.2   | 3  |    | 10 | 8  |
| 9                                                     | Ma Yingdi            | China            | 19.6   | 6  |    | 12 | 10 |
| 10                                                    | Nicholas LaRoche     | Estados Unidos   | 19.6   | 5  |    | 6  | 14 |
| 11                                                    | Shawn Sawyer         | Canadá           | 22.2   |    | 12 | 14 | 9  |
| 12                                                    | Ari-Pekka Nurmenkari | Finlândia        | 22.6   |    | 10 | 11 | 12 |
| 13                                                    | Anton Kovalevski     | Ucrânia          | 23.4   |    | 7  | 16 | 11 |
| 14                                                    | Andrei Griazev       | Rússia           | 24.8   | 9  |    | 7  | 17 |
| 15                                                    | Ryan Bradley         | Estados Unidos   | 25.6   |    | 4  | 15 | 15 |
| 16                                                    | Shaun Rogers         | Estados Unidos   | 27.6   |    | 8  | 19 | 13 |
| 17                                                    | Jean-Michel Debay    | França           | 28.8   | 2  |    | 20 | 16 |
| 18                                                    | Jamal Othman         | Suíça            | 31.4   |    | 9  | 13 | 20 |
| 19                                                    | Andrei Dobrokhodov   | Azerbaijão       | 33.4   | 7  |    | 21 | 18 |
| 20                                                    | Martin Liebers       | Alemanha         | 34.8   |    | 14 | 17 | 19 |
| 21                                                    | Paolo Bacchini       | Itália           | 38.8   | 10 |    | 18 | 24 |
| 22                                                    | Tristan Cousins      | Reino Unido      | 40.0   | 8  |    | 23 | 23 |
| 23                                                    | Maciej Kuś           | Polônia          | 40.2   |    | 15 | 22 | 21 |
| 24                                                    | Matthew Wilkinson    | Reino Unido      | 41.4   |    | 11 | 25 | 22 |
| Não avançaram para a patinação livre / programa longo |                      |                  |        |    |    |    |    |
| 25                                                    | Sergei Kotov         | Israel           | —      |    | 13 | 24 |    |
| 26                                                    | Bertalan Zakany      | Hungria          | —      | 11 |    | 26 |    |
| 27                                                    | Niklas Hogner        | Suécia           | —      | 13 |    | 28 |    |
| 28                                                    | Ivan Kinčik          | Eslováquia       | —      | 15 |    | 27 |    |
| 29                                                    | Lee Dong-Whun        | Coreia do Sul    | —      | 12 |    | 30 |    |
| 30                                                    | Michal Matloch       | República Tcheca | —      | 14 |    | 29 |    |
| Não avançaram para o programa curto                   |                      |                  |        |    |    |    |    |
| 31                                                    | Dmitri Malochnikov   | Bielorrússia     | —      | 16 |    |    |    |
| 31                                                    | Daniel Harries       | Austrália        | —      |    | 16 |    |    |
| 33                                                    | Vladimir Belomoin    | Uzbequistão      | —      | 17 |    |    |    |
| 33                                                    | Adrian Matei         | Romênia          | —      |    | 17 |    |    |
| 35                                                    | Alper Uçar           | Turquia          | —      | 18 |    |    |    |
| 35                                                    | Benedict Wu          | Taipé Chinesa    | —      |    | 18 |    |    |
| 37                                                    | Manuel Segura        | México           | —      | 19 |    |    |    |
| 37                                                    | Marc Gironella       | Espanha          | —      |    | 19 |    |    |
| 39                                                    | Gegham Vardanyan     | Armênia          | —      | 20 |    |    |    |
| 39                                                    | Marc Casal           | Andorra          | —      |    | 20 |    |    |

### Individual feminino
| Pos.                                                  | Nome                     | Nacionalidade    | Pontos | QA | QB | PC | PL |
| ----------------------------------------------------- | ------------------------ | ---------------- | ------ | -- | -- | -- | -- |
| Medalha de ouro                                       | Ann Patrice McDonough    | Estados Unidos   | 2.0    |    | 1  | 1  | 1  |
| Medalha de prata                                      | Yukari Nakano            | Japão            | 4.6    | 2  |    | 3  | 2  |
| Medalha de bronze                                     | Miki Ando                | Japão            | 5.8    | 1  |    | 4  | 3  |
| 4                                                     | Beatrisa Liang           | Estados Unidos   | 10.2   | 3  |    | 5  | 6  |
| 5                                                     | Joannie Rochette         | Canadá           | 10.6   |    | 2  | 8  | 5  |
| 6                                                     | Louann Donovan           | Estados Unidos   | 11.8   |    | 3  | 11 | 4  |
| 7                                                     | Stephanie Zhang          | Austrália        | 12.8   |    | 4  | 2  | 10 |
| 8                                                     | Lauren Wilson            | Canadá           | 14.6   | 4  |    | 10 | 7  |
| 9                                                     | Yukina Ota               | Japão            | 15.0   |    | 6  | 6  | 9  |
| 10                                                    | Carolina Kostner         | Itália           | 17.4   | 10 |    | 9  | 8  |
| 11                                                    | Kristina Oblasova        | Rússia           | 20.6   | 11 |    | 7  | 12 |
| 12                                                    | Jenna McCorkell          | Reino Unido      | 24.2   |    | 10 | 12 | 13 |
| 13                                                    | Viktória Pavuk           | Hungria          | 25.0   | 5  |    | 20 | 11 |
| 14                                                    | Åsa Persson              | Suécia           | 26.0   |    | 9  | 14 | 14 |
| 15                                                    | Roxana Luca              | Romênia          | 28.0   |    | 8  | 13 | 17 |
| 16                                                    | Susanne Stadlmüller      | Alemanha         | 28.6   | 9  |    | 15 | 16 |
| 17                                                    | Tatiana Basova           | Rússia           | 30.8   |    | 5  | 18 | 18 |
| 18                                                    | Kimena Brog-Meier        | Suíça            | 31.2   | 6  |    | 23 | 15 |
| 19                                                    | Magdalena Leska          | Polônia          | 35.4   |    | 13 | 17 | 20 |
| 20                                                    | Ekaterina Burtseva       | Rússia           | 35.4   | 7  |    | 16 | 23 |
| 21                                                    | Sara Falotico            | Bélgica          | 35.6   | 8  |    | 19 | 21 |
| 22                                                    | Svetlana Pilipenko       | Ucrânia          | 36.4   | 12 |    | 21 | 19 |
| 23                                                    | Sari Hakola              | Finlândia        | 38.0   |    | 7  | 22 | 22 |
| 24                                                    | Silvia Koncokova         | Eslováquia       | 43.4   |    | 11 | 25 | 24 |
| 25                                                    | Madeleine Daleng         | Noruega          | 50.8   | 18 |    | 31 | 25 |
| Não avançaram para a patinação livre / programa longo |                          |                  |        |    |    |    |    |
| 26                                                    | Jubilee-Jenna Mandl      | Áustria          | —      | 13 |    | 24 |    |
| 27                                                    | Jenna-Anne Buys          | África do Sul    | —      |    | 14 | 26 |    |
| 28                                                    | Henna Hietala            | Finlândia        | —      | 15 |    | 27 |    |
| 29                                                    | Lucie Krausová           | República Tcheca | —      |    | 12 | 29 |    |
| 30                                                    | Kristina Michailova      | Bielorrússia     | —      |    | 15 | 28 |    |
| 31                                                    | Gintarė Vostrecovaitė    | Lituânia         | —      | 14 |    | 30 |    |
| Não avançaram para o programa curto                   |                          |                  |        |    |    |    |    |
| 32                                                    | Lee Sun-Bin              | Coreia do Sul    | —      | 16 |    |    |    |
| 32                                                    | Wang Qingyun             | China            | —      |    | 16 |    |    |
| 34                                                    | Christiane Berger        | Alemanha         | —      | 17 |    |    |    |
| 34                                                    | Martine Zuiderwijk       | Países Baixos    | —      |    | 17 |    |    |
| 36                                                    | Anne-Sophie Calvez       | França           | —      |    | 18 |    |    |
| 37                                                    | Diana Y. Chen            | Taipé Chinesa    | —      | 19 |    |    |    |
| 37                                                    | Željka Krizmanić         | Croácia          | —      |    | 19 |    |    |
| 39                                                    | Teodora Poštič           | Eslovênia        | —      | 20 |    |    |    |
| 39                                                    | Sonia Radeva             | Bulgária         | —      |    | 20 |    |    |
| 41                                                    | Kristiina Daub           | Estônia          | —      | 21 |    |    |    |
| 41                                                    | Bianka Padar             | Hungria          | —      |    | 21 |    |    |
| 43                                                    | Maria Mastrogiannopoulou | Grécia           | —      | 22 |    |    |    |
| 43                                                    | Melissandre Fuentes      | Andorra          | —      |    | 22 |    |    |
| 45                                                    | Rebeca Garcia            | Espanha          | —      | 23 |    |    |    |
| 45                                                    | Ksenia Jastsenjski       | Iugoslávia       | —      |    | 23 |    |    |
| 47                                                    | Salur Duygu              | Turquia          | —      | 24 |    |    |    |
| 47                                                    | Helena Garcia            | México           | —      |    | 24 |    |    |

### Duplas
| Pos.              | Nome                                     | Nacionalidade    | Pontos | PC | PL |
| ----------------- | ---------------------------------------- | ---------------- | ------ | -- | -- |
| Medalha de ouro   | Elena Riabchuk / Stanislav Zakharov      | Rússia           | 2.0    | 2  | 1  |
| Medalha de prata  | Julia Karbovskaya / Sergei Slavnov       | Rússia           | 2.5    | 1  | 2  |
| Medalha de bronze | Ding Yang / Ren Zhongfei                 | China            | 4.5    | 3  | 3  |
| 4                 | Maria Mukhortova / Pavel Lebedev         | Rússia           | 6.5    | 5  | 4  |
| 5                 | Carla Montgomery / Ryan Arnold           | Canadá           | 7.0    | 4  | 5  |
| 6                 | Tiffany Vise / Laureano Ibarra           | Estados Unidos   | 10.0   | 6  | 7  |
| 7                 | Tiffany Stiegler / Johnnie Stiegler      | Estados Unidos   | 12.5   | 13 | 6  |
| 8                 | Julia Beloglazova / Andrei Bekh          | Ucrânia          | 12.5   | 9  | 8  |
| 9                 | Johanna Purdy / Kevin Maguire            | Canadá           | 13.0   | 8  | 9  |
| 10                | Tatiana Volosozhar / Petro Kharchenko    | Ucrânia          | 14.5   | 7  | 11 |
| 11                | Veronika Havlíčková / Karel Štefl        | República Tcheca | 15.5   | 11 | 10 |
| 12                | Colette Appel / Lee Harris               | Estados Unidos   | 17.0   | 10 | 12 |
| 13                | Diana Rennik / Aleksei Saks              | Estônia          | 20.0   | 14 | 13 |
| 14                | Dominika Piątkowska / Alexandr Levintsov | Polônia          | 20.0   | 12 | 14 |

### Dança no gelo
| Pos.                             | Nome                                     | Nacionalidade    | Pontos | DC1 | DC2 | DO | DL |
| -------------------------------- | ---------------------------------------- | ---------------- | ------ | --- | --- | -- | -- |
| Medalha de ouro                  | Tanith Belbin / Benjamin Agosto          | Estados Unidos   | 2.0    | 1   | 1   | 1  | 1  |
| Medalha de prata                 | Elena Khaliavina / Maxim Shabalin        | Rússia           | 4.0    | 2   | 2   | 2  | 2  |
| Medalha de bronze                | Elena Romanovskaya / Alexander Grachev   | Rússia           | 6.0    | 3   | 3   | 3  | 3  |
| 4                                | Miriam Steinel / Vladimir Tsvetkov       | Alemanha         | 8.0    | 4   | 4   | 4  | 4  |
| 5                                | Nóra Hoffmann / Attila Elek              | Hungria          | 10.8   | 6   | 5   | 6  | 5  |
| 6                                | Nathalie Péchalat / Fabian Bourzat       | França           | 11.8   | 7   | 7   | 5  | 6  |
| 7                                | Oksana Domnina / Maxim Bolotin           | Rússia           | 13.4   | 5   | 6   | 7  | 7  |
| 8                                | Anna Zadorozhniuk / Sergei Verbilo       | Ucrânia          | 16.4   | 9   | 9   | 8  | 8  |
| 9                                | Mariana Kozlova / Sergei Baranov         | Ucrânia          | 17.6   | 8   | 8   | 9  | 9  |
| 10                               | Alessia Aureli / Andrea Vaturi           | Itália           | 21.2   | 12  | 11  | 11 | 10 |
| 11                               | Christina Beier / William Beier          | Alemanha         | 22.0   | 10  | 10  | 10 | 12 |
| 12                               | Loren Galler-Rabinowitz / David Mitchell | Estados Unidos   | 23.2   | 13  | 12  | 12 | 11 |
| 13                               | Myriam Trividic / Yann Abback            | França           | 26.4   | 11  | 14  | 14 | 13 |
| 14                               | Mylène Girard / Brian Innes              | Canadá           | 27.2   | 14  | 13  | 13 | 14 |
| 15                               | Agata Rosłońska / Michał Tomaszewski     | Polônia          | 30.0   | 15  | 15  | 15 | 15 |
| 16                               | Lauren Flynn / Leif Gislason             | Canadá           | 33.0   | 20  | 17  | 16 | 16 |
| 17                               | Tatiana Siniaver / Tornike Tukvadze      | Geórgia          | 35.8   | 18  | 19  | 19 | 17 |
| 18                               | Julia Grigorenko / Alexander Shakalov    | Ucrânia          | 35.8   | 17  | 18  | 18 | 18 |
| 19                               | Alexandra Zaretski / Roman Zaretski      | Israel           | 37.0   | 19  | 20  | 17 | 19 |
| 20                               | Lucie Kadlcakova / Hynek Bilek           | República Tcheca | 38.4   | 16  | 16  | 20 | 20 |
| 21                               | Marina Timofeieva / Evgeni Striganov     | Estônia          | 43.4   | 22  | 22  | 21 | 22 |
| 22                               | Candice Towler-Green / James Phillipson  | Reino Unido      | 44.4   | 25  | 23  | 23 | 21 |
| 23                               | Petra Pachlova / Petr Knoth              | República Tcheca | 44.6   | 21  | 21  | 22 | 23 |
| 24                               | Daniela Keller / Fabian Keller           | Suíça            | 48.0   | 24  | 24  | 24 | 24 |
| Não avançaram para a dança livre |                                          |                  |        |     |     |    |    |
| 25                               | Petra Nemethi / Daniel Gal               | Hungria          | —      | 23  | 25  | 26 |    |
| 26                               | Julia Klochko / Ramil Sarkulov           | Uzbequistão      | —      | 26  | 26  | 25 |    |
| 27                               | Kim Hye Min / Kim Min Woo                | Coreia do Sul    | —      | 27  | 27  | 27 |    |

## Quadro de medalhas
| Ordem | País           | Medalha de ouro | Medalha de prata | Medalha de bronze |    | Ordem por total |
| ----- | -------------- | --------------- | ---------------- | ----------------- | -- | --------------- |
| 1     | Estados Unidos | 2               |                  |                   | 2  | 3               |
| 2     | Rússia         | 1               | 2                | 2                 | 5  | 1               |
| 2     | Japão          | 1               | 1                | 1                 | 3  | 2               |
| 4     | Bélgica        |                 | 1                |                   | 1  | 4               |
| 5     | China          |                 |                  | 1                 | 1  | 4               |
| TOTAL | TOTAL          | 4               | 4                | 4                 | 12 | —               |